# Штинцинг, Родерих
Георг Хиеронимус Ро́дерих Шти́нцинг (нем. Georg Hieronymus Roderich Stintzing; 12 февраля 1854, Гейдельберг — 5 апреля 1933, Йена) — немецкий врач.

## Биография
Родерих Штинцинг — сын профессора права Родериха фон Штинцинга и Франциски Бокельманн. Учился в гимназиях Эрлангена и Бонна. Изучал медицину в Боннском, Тюбингенском и Лейпцигском университетах. В 1878 году сдал экзамена на врача и защитил докторскую диссертацию в Бонне. В 1878 году работал ассистентом у Эдуарда Пфлюгера в Институте физиологии в Бонне, в 1880 году перешёл на работу в Мюнхене в медицинскую клинику ассистентом Гуго фон Цимсена и в 1883 году получил право преподавания внутренней медицины в Мюнхенском университете.
15 апреля 1890 года Штинцинг был назначен экстраординарным профессором внутренней медицины в Йенском университете и возглавил медицинскую поликлинику. 1 апреля 1892 года Штинцинг получил звание ординарного профессора патологии и терапии и возглавил в Йене университетскую клинику и лабораторию экспериментальной патологии. Получил звание тайного медицинского советника и в зимнем семестре 1902 года был назначен ректором Йенского университета. Возглавлял Всеобщий союз врачей Тюрингии, являлся почётным членом Германского общества внутренней медицины и в 1894 году был принят членом Академии общеполезных наук в Эрфурте.
Родерих Штинцинг вышел в отставку в 1924 году, продолжал публиковаться в медицинских изданиях вплоть до своей смерти в 1933 году. Вместе с Францем Пенцольдтом издал «Учебник общей терапии» в семи томах.
Родерих Штинцинг был дважды женат. В первом браке родилось пятеро детей, одним из которых был преподаватель физики Гуго Штинцинг.

## Труды
- Untersuchungen über des Mechanik der physiologischen Köhlensäurebildung. Bonn, 1878
- Die Electro-Medicin in der internationalen Electicitäts-Ausstellung in München im Jahre 1882. München, 1883
- Über Nervendehnung. Leipzig, 1883
- Klinische Beobachtungen aus der II. medicinischen Klinik des Obermedicinalrathes Prof. von Ziemssen. München, 1884
- Beitrag zur Anwendung des Arseniks bei chronischen Lungenleiden 1883
- Über den elektrischen Leitungswiderstand des menschlichen Körpers. München, 1886
- Die Varietäten der Entartungsreaction und ihre diagnostisch-prognostische Bedeutung. In: Deutsches Archiv für klinische Medicin. Leipzig, 1886
- Über hereditäre Ataxie. In: Münchner medizinischer Wochenschau ; Jg. 1887
- Der angeborene und erworbene Defect der Brustmuskeln, zugleich ein klinischer Beitrag zur progressiven Muskelatrophie. In: Deutsches Archiv für klinische Medicin.1888
- Hugo Rühle. In: Münchner medizinischer Wochenschrift ; Jg. 1888, Nr. 35
- Über die Magenschleimhaut bei Secundärerkrankungen des Magens. Sitzung der Gesellschaft für Morphologie und Physiologie; (München): 1889.12.03
- Über den gegenwärtigen Stand der Diagnostik der Magenkrankheiten. In: Münchner medizinischer Wochenschrift. Jg. 1889, Nr. 8 und 9
- Über electrodiagnostische Methoden. In: Verhandlungen des 5. Congresses für innere Medicin. (1890)
- Zur Structur der erkrankten Magenschleimhaut. In: Münchner medizinischer Wochenschrift. Jg. 1889, Nr. 48
- Ein klinischer Beitrag zur Influenza-Epidemie. In: Münchner medizinischer Wochenschrift. Jg. 1890, Nr. 6 und 7
- Über die absolete Messung faradischer Ströme am Menschen. Leipzig, 1890
- Über den ursächlichen Zusammenhang von Herzkrankheiten und Epilepsie. In: Deutsches Archiv für Klinische Medicin. Bd. 66
- Allgemeine Prophylaxe und Diätetik der Krankheiten des Nervensystems. In: Handbuch der speciellen Therapie innerer Krankheiten. Jena 1890, Abth. 8, S. 1-42
- Über Tuberculin-Wirkungen in diagnostischer und therapeutischer Beziehung. In: Münchner medizinischer Wochenschrift. Jg. 1891
- Zur hämatologischen Diagnostik. In: Diagnostisches Lexicon für praktische Ärzte. Wien & Leipzig, 1892
- Über Urogenitaltuberkulose. In: Correspondenzblatt des Allgemeinen Ärztlichen Vereins Thüringens. 1892, Nr. 8
- Behandlung der Erkrankungen des Brustfells und Mittelfellraumes. In: Handbuch der speciellen Therapie innerer Krankheiten. Jena, 1894
- Schlaf und Schlaflosigkeit. Erfurt 1898, auch In: Jahrbücher der Königlichen Akademie gemeinnütziger Wissenschaften zu Erfurt; N.F., Heft 24
- Zur Struktur der Magenschleimhaut. In: Festschrift zum siebenzigsten Geburtstag von Carl von Kupffer. 1899
- Behandlung der Erkrankungen des Rückenmarks und seiner Häute. Jena, 1903
- Allgemeine Prophylaxe und Diätetik der Krankheiten des Nervensystems. Jena, 1903
- Einige mechanische operative Heilverfahren bei Erkrankungen des Nervensystems. Jena, 1903
- Allgemeine Balneotherapie und Klimatherapie der Erkrankungen des Nervensystems. Jena, 1903
- Behandlung der Seekrankheit. Jena, 1903
- Allgemeine Prophylaxe und Diätetik der Krankheiten des Nervensystems. Jena, 1926
- Max Matthes. München 1930, auch In: Münchener medizinischen Wochenschrift. 1930, 18